# Vittorio Baccelli
Vittorio Baccelli (Lucca, 12 ottobre 1941 – Lucca, 23 ottobre 2011) è stato uno scrittore italiano di letteratura fantastica.

## Biografia
Diplomatosi presso l'Istituto Tecnico Industriale "Enrico Fermi" di Lucca nel 1975, fu poi allievo di Guglielmo Pescetto (docente di neuropsicologia presso l'Università di Pisa), di Aldo Testa (filosofo, Università di Urbino) e di Antonio Russi (docente di estetica alla Scuola Normale di Pisa). Si laureò in lettere moderne ad indirizzo artistico all'Università di Pisa nel 1979 con il massimo dei voti discutendo la tesi in estetica con Antonio Russi. Conseguì poi una libera laurea in scienze umane e sociali presso l'Università di Urbino con il massimo dei voti e lode discutendo una tesi sulla dialogica con il filosofo Aldo Testa; conseguì successivamente un master in scienze biomediche con la Pacific Western University di Los Angeles (Stati Uniti).
Mailartista presente negli anni d'oro della Mail Art (arte postale), attivo a partire dagli anni settanta, aderì al movimento beat C.13 e diresse vari fogli underground negli anni settanta e ottanta (Fuck e La rivolta degli straccioni). Negli anni ottanta fu nella redazione di Carcere Informazione con Giovanni Marini e Giovan Battista Lazagna. È autore di Mail art terzo millennio e Luther Blissett dossier (entrambe pubblicazioni auto-edite artigianalmente nel 1997 all'interno del millennium project) e coordinatore del progetto multimediale luther blissett eXperience lanciato nel 2000. Nello stesso anno divenne noto agli appassionati del genere fantastico con le Storie di fine millennio (Prospettiva Editrice).
Fu membro onorario con Piergiorgio Odifreddi del Centro Studi e Ricerche "Aleph". Collaborò con numerose testate giornalistiche come opinionista e critico d'arte, tra le quali: Il Nuovo Corriere, Progetto Babele, Parliamone, Scrittura Fresca, Neteditor, La-notizia.
È stato vincitore del premio Fantascienza e dintorni - 2004. Dal 2004 è stato presidente dell'associazione letteraria Cesare Viviani. Di lui il critico letterario del gruppo editoriale Monti (La nazione, Il resto del carlino, Il Giorno) ha scritto:
Riguardo all'impegno politico, fu candidato alla Camera dei deputati nel 1978 per il Partito Radicale nella sua circoscrizione, che allora comprendeva le province di Lucca, Pisa, Livorno e Massa Carrara. Successivamente fu candidato al Senato della Repubblica nella circoscrizione 9 (Lucca, MediaValle, Garfagnana e Versilia) per la lista Sgarbi-Pannella (2812 preferenze). Pur non essendo iscritto a nessun partito, ha poi gravitato nell'area liberal democratica. È stato dirigente sindacale, prima dell'UIL poi dell'UGL: nel 2010 divenne commissario regionale della Toscana della Federazione Nazionale delle Autonomie UGL e nel 2011 venne eletto, sempre per la Federazione Nazionale delle Autonomie Ugl, Segretario Regionale della Toscana.
È scomparso nel 2011 all'età di 70 anni.
Buona parte dell'archivio storico di arte postale di questo autore è conservato presso il Museo civico e della mail art di Montecarotto (Provincia di Ancona). Il materiale manoscritto è invece conservato presso il fondo manoscritti del Centro di ricerca sulla tradizione manoscritta di Autori moderni e contemporanei dell'Università di Pavia.

## Opere
- Mail art terzo millennio, 1997 autoprodotto, Lucca
- Luther Blissett dossier, 1997 autoprodotto, Lucca
- La città sottile , 1979 Stampa Alternativa Editrice, Roma
- L'anima delle cose, (con Andrea Bocconi), 1981 Tipografica Pistoiese, Pistoia
- La mail art scrive al domani, 1990 Centro di Documentazione, Pistoia
- Poetica italiana di frontiera negli anni 70, 1996 Centro di Documentazione, Pistoia
- Storie di fine millennio, 2000 Prospettiva Editrice, Civitavecchia
- 45 lezioni sul vuoto , 2001 Montedit, Melegnano
- Mainframe, 2001 Prospettiva Editrice, Civitavecchia
- La rosa gialla, 2002 Montedit, Melegnano
- Cinq et quarante, 2002 Prospettiva Editrice, Civitavecchia
- Scaglie dorate, 2004 Nicola Calabria Editore, Patti
- Quando il cronodrome implose, 2004 Nicola Calabria Editore, Patti
- Fiocco di neve a fargo, 2004 Nicola Calabria Editore, Patti
- Tramway express, 2005 Nicola Calabria Editore, Patti
- Fino all'alba, 2005 Nicola Calabria Editore, Patti
- Daemon - pixel e altri deliri, 2005 Edizioni della Mirandola, U.S.A.
- Azulh - il libro dell'Opificio, 2006 Edizioni della Mirandola, U.S.A.
- Eclisse, 2006 Edizioni della Mirandola, U.S.A.
- La profezia di Goethe, 2006 Edizioni della Mirandola, U.S.A.
- Mosaico, 2006 Edizioni della Mirandola, U.S.A.
- Mater Tenebrarum 2006 Edizioni della Mirandola, U.S.A.
- La IV Guerra Mondiale, 2006 Edizioni della Mirandola, U.S.A.
- Nikola Tesla - un genio volutamente dimenticato, 2007 Edizioni della Mirandola, U.S.A.
- Nikola Tesla 2 , 2007 Edizioni della Mirandola, U.S.A.
- La cavalletta non si alzerà più, 2007 Edizioni della Mirandola, U.S.A.
- Libro di sogni, 2008 Edizioni della Mirandola, U.S.A.
- John Titor - crononauta, 2008 Edizioni della Mirandola, U.S.A.
- Luther Blissett - terrorista mediatico, 2008 Edizioni della Mirandola, U.S.A.
- Teletrasporto paranormale, 2008 Edizioni della Mirandola, U.S.A.
- Uno storico falso, 2009 Edizioni della Mirandola, U.S.A.
- Mutazioni - vol. I, 2009 Progetto Siderurgiko, Rionero.
- Mutazioni - vol. II, 2009 Progetto Siderurgiko, Rionero.
- Arte Postale – Mail Art, 2009 Tesseratto Editore, Seville (E)
- Pagine Libere uno, 2009 Tesseratto Editore, Seville (E)
- Pagine Libere due, 2009 Tesseratto Editore, Seville (E)
- Pagine Libere tre, 2009 Tesseratto Editore, Seville (E)
- 2012, 2009 Tesseratto Editore, Seville (E)
- Pagine Libere quattro, 2010 Tesseratto Editore, Seville (E)
- La filosofia del viaggio nel tempo, 2010 Tesseratto Editore, Seville (E)
- Omniaoperarotas uno, 2010 Tesseratto Editore, Seville (E)
- Omniaoperarotas due, 2010 Tesseratto Editore, Seville (E)
- Pagine Libere cinque, 2011 Tesseratto Editore, Seville (E)
- Qubit, 2011 Edizioni Quantiche, Seville (E)
- Il Gruppo Beatnik C.13 a Lucca, 2011 Edizioni Quantiche, Seville (E)